# Медведев, Олег Александрович
Олег Александрович Медведев (укр. Олег Олександрович Медведєв; род. 3 июля 1969, Лисичанск, Луганская область, УССР) — украинский журналист, политтехнолог, бывший депутат Киевского городского совета с 2008 по 2011 год (фракция БЮТ-Батькивщина).

## Биография
Родился в городе Лисичанск в Луганской области. Учился в среднеобразовательной школе № 5. После окончания школы поступил в МГИМО, по окончании которого получил специальность — специалист в области международных отношений. В 1988—1989 гг. проходил службу в вооружённых силах СССР.
С 1990 по 1992 — корреспондент московского информационного агентства «Постфактум». С 1991 по 1994 год — корреспондент и обозреватель российской газеты «Коммерсант». С 1994 по 2000 год — директор московского бюро и главный редактор газеты «Киевские ведомости». С 1996 по 2001 был корреспондентом, обозревателем, заведующим отделом политики и экономики и шеф-редактором журнала «Деловые люди».
В 2001—2003 работал PR-директором партии «Яблуко». С 2003 по 2005 гг. — консультант по связям с общественностью движения Виктора Ющенко «Украина 3000», а также его советник-консультант на общественных началах. С 2005 по 2007 год — шеф-редактор группы сайтов «Обозреватель». С 2005 по 2008 год — советник на общественных началах премьер-министра Украины Юлии Тимошенко, работал с её партией Батькивщина (выборы 2006 года и 10-х годов). С 2007 и по настоящее время — глава редакционного совета Центра информационных и компьютерных технологий.
С 2008 по 15 декабря 2011 года — депутат Киевского городского совета (фракция БЮТ-Батькивщина).
С 25 июля 2014 года до 3 мая 2019 года — внештатный помощник Президента Украины Петра Порошенко. На общественных началах периодически принимал участие в создании и редактировании выступлений главы государства, на платной основе сотрудничал с партией БПП. На президентских выборах 2019 года был спикером предвыборного штаба Петра Порошенко. На досрочных парламентских выборах 2019 года вместе с Викторией Сюмар занимался стратегией предвыборной кампанией партии «Европейская солидарность». Вместе с Владимиром Горковенко и Святославом Цеголко входил в медийный штаб «Европейской солидарности».

## Награды
- Крест Ивана Мазепы (20 февраля 2019) — за «гражданское мужество, самоотверженное отстаивание конституционных принципов демократии, прав и свобод человека, проявленные во время Революции Достоинства, плодотворная общественная и волонтерская деятельность».[12]
- Орден «За заслуги» III степени (4 мая 2019 года[13]).

## Семья
Жена — Елена Медведева, 1975 года рождения. У семьи есть дочь Ангелина (р. в 1998 году) и сын Гордей (р. в 2001 году).